# جيرالد كريسويل
جيرالد كريسويل (4 سبتمبر 1928 في جنوب أفريقيا - 15 يوليو 2014) (بالإنجليزية: Gerald Cresswell)‏ هو لاعب كريكت جنوب أفريقي.

## وصلات خارجية
- جيرالد كريسويل على موقع إي آس بي آن كريك إنفو (الإنجليزية)